# Ira B. Bernstein
Ira B. Bernstein (* 8. November 1924 in New York City; † 8. Oktober 2024) war ein US-amerikanischer Physiker, der sich insbesondere mit theoretischer Plasmaphysik befasste.
Bernstein studierte Chemie-Ingenieurwesen an der City University of New York (Bachelor-Abschluss 1944) und wurde 1950 an der New York University promoviert. Von 1950 bis 1954 war er an den Forschungslaboratorien von Westinghouse. Von 1954 bis 1964 war er Wissenschaftler am Plasma-Physik-Labor der Princeton University, wo er am Projekt Matterhorn beteiligt war (frühe, damals noch geheime Forschung zur magnetischen Fusion) und Senior Scientist wurde. Er war ab 1964 Professor für Angewandte Physik an der Yale University, wo er ab 1994 Carl A. Morse Professor für Technische Mechanik und Physik war und seit 2004 emeritiert wurde. Er war wissenschaftlicher Berater bei den Forschungslaboratorien von United Technologies und RCA, dem Los Alamos National Laboratory, dem Lawrence Livermore National Laboratory und dem Naval Research Laboratory. Er war Mitglied im Fusion Policy Advisory Committee und im Beratungsgremium für Fusionsenergie des Department of Energy.
1958 beschrieb er die Bernstein-Welle in der Plasmaphysik.
1966 wurde er Fellow der American Physical Society. 1982 erhielt er den James-Clerk-Maxwell-Preis für Plasmaphysik. Er war Mitglied der National Academy of Sciences (1984).